# Bogdan Jaroszewicz (naukowiec)
Bogdan Jaroszewicz (ur. 14 maja 1967) – polski profesor nauk ścisłych i przyrodniczych, autor wielu publikacji i rozpraw naukowych z zakresu ekologii ekosystemów leśnych oraz ochrony przyrody, członek Towarzystwa Naukowego Warszawskiego (TNW), a także dwóch ciał kolegialnych Polskiej Akademii Nauk (PAN): Komitetu Biologii Środowiskowej i Ewolucyjnej oraz Komisji Ochrony i Zarządzania Zasobami Przyrodniczymi. W latach 2005–2024 kierownik Białowieskiej Stacji Geobotanicznej Uniwersytetu Warszawskiego, od 2024 zastępca dyrektora generalnego Lasów Państwowych ds. ochrony zasobów przyrodniczych.
Swoją działalnością naukowo-dydaktyczną popularyzuje wartości naukowe i przyrodnicze Puszczy Białowieskiej. W latach 1992–2005 był pracownikiem Białowieskiego Parku Narodowego, gdzie sprawował funkcję m.in. kustosza parkowego Muzeum Przyrodniczo-Leśnego (1996–1999) oraz wicedyrektora parku (2001–2005). Obecnie (2024) wciąż zasiada w prezydium Rady Naukowej Białowieskiego Parku Narodowego. Jest również członkiem Rady Naukowej Biebrzańskiego Parku Narodowego

## Wykształcenie i kariera naukowa
- 1992 – tytuł magistra inżyniera (mgr inż.) leśnictwa na Wydziale Leśnym Akademii Rolniczej im. Hugona Kołłątaja w Krakowie (obecnie Wydział Leśny Uniwersytetu Rolniczego w Krakowie)[2][3][5]
(„Badania dendrochronologiczne nad świerkiem Picea abies (L.) Karst. w Babiogórskim i Białowieskim Parku Narodowym”)[3].
- 2000 – stopień doktora nauk biologicznych (dr n. biol.) na Wydziale Biologii i Nauk o Ziemi Uniwersytetu Mikołaja Kopernika w Toruniu[2][3][4][5]
(„Zagadnienie odrębności taksonomicznej Carterocephalus palaemon tolli Krzywicki, 1967 w Puszczy Białowieskiej”)[3][4].
- 2013 – habilitacja (dr hab.) na Wydziale Biologii Uniwersytetu Warszawskiego[2][4][5]
(„Wpływ endozoochorycznego rozprzestrzeniania nasion przez żubra Bison bonasus na skład gatunkowy i frekwencję roślin oraz glebowe banki nasion ekosystemów leśnych”)[4].
- 2019 – tytuł profesora (prof.) nauk ścisłych i przyrodniczych[2][4].